# Masdevallia minuta
Masdevallia minuta är en orkidéart som beskrevs av John Lindley. Masdevallia minuta ingår i släktet Masdevallia och familjen orkidéer. Inga underarter finns listade i Catalogue of Life.